# Tempo de Toronto
Le Tempo de Toronto (anglais : Toronto Tempo) est une franchise de basket-ball de la WNBA basée à Toronto, qui deviendra ainsi la première équipe de la ligue située en-dehors des États-Unis.
L’équipe jouera sa première saison au sein de la WNBA en 2026. Elle disputera ses matches à domicile au Coca-Cola Coliseum, à Toronto.

## Historique
Devant le succès obtenu lors d'un match de présaison entre deux de ses franchises, les Lynx du Minnesota et les Sky de Chicago, au Scotiabank Arena à Toronto en mai 2023, la Women's National Basketball Association (WNBA) envisage la possibilité de créer dans la ville une nouvelle franchise, affiliée à la franchise de National Basketball Association (WNBA) des Raptors de Toronto. 
Cette création est officiellement annoncée par la WNBA le 23 mai 2024,. La franchise doit devenir la quatorzième en WNBA, la première non basée aux États-Unis. Elle doit être possédée par le groupe  Kilmer Sports Ventures (en) dirigé par Larry Tanenbaum. Ce dernier paye un frais d'expansion de 50 millions de dollars pour la franchise. Tanenbaum est un propriétaire minoritaire et président de Maple Leaf Sports & Entertainment (MLSE), qui possède d'autres équipes sportives professionnelles de Toronto, comme les Maple Leafs de Toronto et les Raptors de Toronto. Selon les révélations d'une source, CBC News déclare a rapporté que la nouvelle franchise doit jouer au Coca-Cola Coliseum, une arène de 8500 places au parc des expositions de Toronto, Exhibition Place, qui accueille les matchs des Marlies de Toronto qui évoluent en Ligue américaine de hockey,.
Monica Wright Rogers est nommée en février 2025 au poste de directrice général, general manager.
L'ancienne numéro 1 de tennis Serena Williams est officiellement annoncée le 3 mars 2025 comme rejoignant le groupe des copropriétaires.